# ウォリー・シラー (補給艦)
ウォリー・シラー (USNS Wally Schirra, T-AKE-8) は、アメリカ海軍の補給艦。ルイス・アンド・クラーク級貨物弾薬補給艦の8番艦。艦名は宇宙飛行士のウォリー・シラー海軍大佐にちなむ。

## 艦歴
ウォリー・シラーは2008年4月14日にカリフォルニア州サンディエゴのナショナル・スチール・アンド・シップビルディング社で起工した。2009年3月8日にシラー大佐の未亡人、ジョセフィーヌ・シラーによって命名、進水し、2009年9月1日に就役した。